# Nusa pseudoalbibasis
Nusa pseudoalbibasis är en tvåvingeart som beskrevs av Joseph och Parui 1987. Nusa pseudoalbibasis ingår i släktet Nusa och familjen rovflugor. Inga underarter finns listade i Catalogue of Life.